# قسم دهكويه الريفي
قسم دهكويه الريفي (بالفارسية: دهستان دهكويه) (بالفارسية: دهستان دهکویه) منطقة ريفية في الناحية المركزية، مقاطعة لارستان، محافظة فارس، إيران. في إحصاء عام 2006 ميلادية، بلغ عدد سكانه 9,169 نسمة في 2,045 عائلة. يتكون قسم دهكويه الريفي من 6 قرى.